# エフゲニー・プレオブラジェンスキー

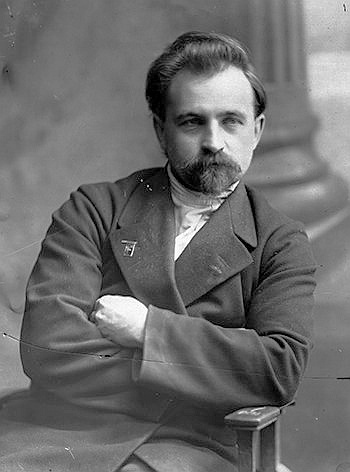
プレオブラジェンスキー

エフゲニー・アレクセーヴィチ・プレオブラジェンスキー（ロシア語: Евге́ний Алексе́евич Преображе́нский、1886年2月15日 - 1937年7月13日）は、20世紀ロシアの政治家、ボルシェヴィキ党員、経済理論家。

## 経歴
オリョールで誕生。1901年に15歳で社会民主学生クラブを組織し、1903年以来、ロシア社会民主主義労働者党のボルシェビキ派のメンバーであった。1904年-05年にウラル州の党メンバー、1909年の秋からイルクーツク州の党メンバー、1917年3月からチタ・ソビエトの代表であった。この間、革命運動によって投獄されること2回。1917-18年に党中央委員会の候補者の一人となる。1918年1月、ボルシェビキのウラル州委員会の候補者となり、国内戦では第三軍政治委員として各地を転戦した。1917年-18年、共産主義左派に合流し、ドイツとのブレスト・リトフスク講和に反対した。1918年5月からウラル地域委員会の最高会議幹部会の長であり、ニコライ2世とその家族は殺害されるまでプレオブラジェンスキーの監視下にあった。1919年にニコライ・ブハーリンと共同で執筆した『共産主義のABC』が公刊され、1930年代にかけて多くの国で翻訳されている。1920年-1921年にニコライ・クレスチンスキー、レオニード・セレブリヤーコフとともに党中央委員会の書記局を組織し、党機関紙『プラウダ』編集者としても名を連ねている。党内でも過激な戦時共産主義の支持者で貨幣廃止論者でもあり、当時の「プロレタリアート独裁期の紙幣」で「我が印刷機械に栄光あれ」として通貨を毀損するソ連のハイパーインフレーションを起こした紙幣印刷機を「ナルコムフィンの機関銃」と称えたことでも有名である。
1921年に戦時共産主義からネップ期に移行するとともに、プレオブラジェンスキーはネップに反対するとともにトロツキー派の有力な一員と目され、スターリン派によって組織局・政治局・中央委員会からも追放される。1923年には党主流派に反対して、「46人宣言」がトロツキーを先頭とする左翼反対派から発表された。この宣言の起草者の一人がプレオブラジェンスキーだったとされる。こうした党内抗争を背景として1924年から1927年まで「工業化論争」が、ネップの理論的支持者であるブハーリンとプレオブラジェンスキーの間で展開された。この論争の成果としてまとめられたのが主著『新しい経済』である。しかしこの著作はスターリン時代のソ連国内では禁書とされている。
1927年に党内合同反対派の「84人宣言」が公表され、この文書にプレオブラジェンスキーも署名し、同じ年にトロツキー、ジノヴィエフらとともに党から除名された。
1928年1月15日までに反革命行為を理由に流刑処分となり、
カザフスタン地方の西方でカスピ海近くのウラリスクに追放される。ところがその直後にスターリンは党内合同反対派の主張していた工業化へ方向転換を行い、1929年から全面的な農業集団化とクラーク撲滅運動に踏み切る。スターリンのいわゆる「左旋回」を見たプレオブラジェンスキーは、彼自身の理論の正しさを認められたものと考え、スターリン体制を支持することを誓って復党を許された。しかし1931年に再び除名され、ついで再度の復党が許されている。彼が公の席に姿を見せたのは1934年初めの第17回党大会が最後であり、1936年12月20日に逮捕され、翌年の7月13日、「反ソトロツキスト集団」の一員として死刑判決を受け、即日処刑された。獄中では拷問による「自白」や自己批判を拒否したという。1988年には死後の復党が許可され、1990年には公式に名誉回復された。

## 著書
- 『アナーキズムと共産主義　Анархизм и коммунизм』1918年, 1921年
- 『プロレタリアート独裁期の紙幣　Бумажные деньги в эпоху пролетарской диктатуры』 1920年
- 『ネップから社会主義へ　От НЭПа к социализму』 1922年
- 『ネップ下の経済恐慌　Экономические кризисы при нэп'е』 1924
- 『社会主義的蓄積の基本的な法則　Основной закон социалистического накопления』 1924年
- 『社会主義的蓄積再論　Еще раз о социалистическом накоплении (ответ тов. Бухарину)』 1925年
- 『ソ連経済の価値法則　Закон ценности в советском хозяйстве』 1926年
- 『新しい経済　～ソ連経済の理論的分析　Новая экономика Опыт теоретического анализа советского хозяйства』 1926年
- 『経済覚え書き　Экономические заметки』 1926年
- 『通貨の理論　Теория падающей валюты』 1930年
- 『資本主義の没落　Закат капитализма』 1931年
- 『社会主義とは何か　Die sozialestische Alternative, Marx, Lenin, und Anarchisten über die Abschaffung des Kapitalismus』1974年

その他に中世ヨーロッパの経済に関する著書があるという。

## 参照
1. ↑  ニーアル・ファーガソン『マネーの進化史』
2. ↑  トロツキーら反革命で流刑『東京朝日新聞』昭和3年1月18日（『昭和ニュース事典第1巻 昭和元年-昭和3年』本編p362 昭和ニュース事典編纂委員会 毎日コミュニケーションズ刊 1994年）